# Zahra Tatar
Pour les articles homonymes, voir Tatar (homonymie).
Zahra Tatar (née le 30 novembre 1992), est une athlète algérienne, spécialiste du lancer du marteau. 

## Carrière
Zahra Tatar commence à pratiquer l'athlétisme en 2006 avec l'EC Béjaïa. Elle rejoint l'ES Béjaïa à la fin de l’année 2007 avant d'évoluer en 2008 à l'AMC Béjaïa.
Elle termine quatrième du concours de lancer du marteau des Championnats d'Afrique d'athlétisme 2022 à Maurice.
Elle remporte la médaille d'or du concours de lancer du marteau aux Jeux panarabes de 2023 à Oran, ainsi qu'aux Jeux africains de 2023 à Accra, où elle bat le record d'Algérie avec un lancer à 69,65 m, et aux Championnats d'Afrique d'athlétisme 2024 à Douala.

## Palmarès
| Date | Compétition            | Lieu         | Résultat | Épreuve           | Marque  |
| ---- | ---------------------- | ------------ | -------- | ----------------- | ------- |
| 2022 | Championnats d'Afrique | Saint-Pierre | 4e       | Lancer du marteau | 62,11 m |
| 2023 | Jeux panarabes         | Oran         | 1re      | Lancer du marteau | 69,48 m |
| 2024 | Jeux africains         | Accra        | 1re      | Lancer du marteau | 69,65 m |
| 2024 | Championnats d'Afrique | Douala       | 1re      | Lancer du marteau | 67,82 m |

## Records
| Épreuve           | Résultat     | Lieu  | Date         |
| ----------------- | ------------ | ----- | ------------ |
| Lancer du marteau | 69,65 m (NR) | Accra | 19 mars 2024 |